# Yamba (peuple)
Pour les articles homonymes, voir Yamba.
Les Yamba sont une population d'Afrique centrale vivant au Cameroun, au nord-est des Grassfields, également au Nigeria. Au Cameroun, on retrouve ce peuple dans les régions du Nord-ouest, Ouest Adamaoua, Sud-ouest. L'arrondissement de Nwa est celui où se trouve le village de Bankim. L'immigration les a entraînés dans le département du Mayo Banyo et ses environs. 
Les Yamba vivent principalement de l'agriculture ; cependant, la nouvelle génération a tendance à s'orienter dans le domaine de l'éducation.
Ce peuple minoritaire du Cameroun et du Nigeria voisin reste uni et soudé depuis des décennies. Les rencontres sont facilitées grâce à la suppression réciproque de la nécessité du visa entre leurs deux pays d'accueil.

## Ethnonymie
Selon les sources et le contexte, on observe plusieurs formes : Bebaroe, Boenga Ko, Kakayamba, Kaka-Yamba, Mbem, Mbubem, Muzok, Swe'nga, Yambas.

## Langue
Ils parlent le yamba, une langue des Grassfields, dont le nombre de locuteurs était estimé à 80 000 au Cameroun en 1982. Ils sont peu nombreux au Nigeria.